# Zahrebelnia
Zahrebelnia (ukr. Загребельня) – wieś na Ukrainie, w obwodzie winnickim, w rejonie chmielnickim, w hromadzie Kalinówka. W 2001 liczyła 627 mieszkańców.